# A Division 1966-1967 (Irlanda)
La stagione 1966-1967 è stata la quarantaseiesima edizione della League of Ireland, massimo livello del calcio irlandese.

## Classifica finale
|  | Pos. | Squadra         | Pt | G  | V  | N | P  | GF | GS | DR  |
|  | ---- | --------------- | -- | -- | -- | - | -- | -- | -- | --- |
|  | 1.   | Dundalk         | 34 | 22 | 15 | 4 | 3  | 54 | 19 | +35 |
|  | 2.   | Bohemians       | 27 | 22 | 12 | 3 | 7  | 45 | 27 | +18 |
|  | 3.   | Sligo Rovers    | 27 | 22 | 11 | 5 | 6  | 37 | 29 | +8  |
|  | 4.   | Limerick        | 24 | 22 | 9  | 6 | 7  | 31 | 29 | +2  |
|  | 5.   | Waterford       | 23 | 22 | 11 | 1 | 10 | 53 | 48 | +5  |
|  | 6.   | St Patrick's    | 21 | 22 | 8  | 5 | 9  | 49 | 51 | -2  |
|  | 7.   | Shamrock Rovers | 20 | 22 | 8  | 4 | 10 | 31 | 31 | 0   |
|  | 8.   | Drumcondra      | 20 | 22 | 6  | 8 | 8  | 35 | 38 | -3  |
|  | 9.   | Cork Hibernians | 19 | 22 | 7  | 5 | 10 | 31 | 39 | -8  |
|  | 10.  | Drogheda        | 19 | 22 | 7  | 5 | 10 | 31 | 42 | -11 |
|  | 11.  | Cork Celtic     | 19 | 22 | 8  | 3 | 11 | 30 | 52 | -22 |
|  | 12.  | Shelbourne      | 11 | 22 | 4  | 3 | 15 | 32 | 54 | -23 |

Legenda:

         Campione d'Irlanda e qualificata in Coppa dei Campioni 1967-1968
         Vincitrice della FAI Cup e qualificata in Coppa delle Coppe 1967-1968
         Qualificate in Coppa delle Coppe 1967-1968
Note:
Due punti a vittoria, uno a pareggio, zero a sconfitta.

## Statistiche

### Primati stagionali
| Record - Maggior numero di vittorie: Dundalk (15) - Minor numero di sconfitte: Dundalk (3) - Miglior attacco: Dundalk (54) - Miglior difesa: Dundalk (19) - Miglior differenza reti: Dundalk (+35) - Maggior numero di pareggi: Cork Celtic (9) - Minor numero di vittorie: Shelbourne (4) - Maggior numero di sconfitte: Shelbourne (15) - Peggiore attacco: Cork Celtic (30) - Peggior difesa: Shelbourne (54) - Peggior differenza reti: Shelbourne (-23) |